# Mustafa al-Umari

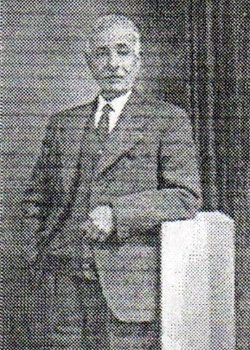

Mustafa al-Umari (ur. 1894 w Mosulu, zm. 1964) – iracki polityk, premier Iraku między lutym a listopadem 1952.

## Życiorys
Ukończył studia prawnicze w Bagdadie, po czym pracował w osmańskiej administracji. Podczas I wojny światowej walczył w armii osmańskiej, został wzięty do niewoli przez Brytyjczyków i wywieziony do Indii, skąd wrócił w 1919. Podjął pracę w irackiej administracji; w 1921 był zastępcą sekretarza w ministerstwie spraw wewnętrznych, w 1933 awansował na stanowisko dyrektora departamentu, następnie w latach 1935-1936 pracował w ministerstwie finansów.
W sierpniu 1937 wszedł do rządu Dżamila al-Midfa’ia jako minister spraw wewnętrznych. W październiku przeszedł do resortu sprawiedliwości, którym kierował do upadku gabinetu w grudniu roku następnego. Dżamil al-Midfa’i powołał go również do swojego kolejnego gabinetu, utworzonego w czerwcu 1941 i działającego do października tego samego roku. Al-Umari ponownie został ministrem spraw wewnętrznych. Po raz trzeci to samo stanowisko al-Umari objął w rządzie Nuriego as-Sa’ida, który funkcjonował między listopadem 1946 a marcem 1947. Od stycznia do czerwca 1948 był natomiast ministrem gospodarki, a następnie także spraw wewnętrznych, w rządzie Muhammada as-Sadra. Po upadku tegoż gabinetu nowy premier Muzahim al-Badżahdżi ponownie powołał al-Umariego na stanowisko ministra spraw wewnętrznych, jednak w październiku 1948 jego miejsce zajął Umar Nazmi.
W lipcu 1952 regent Abd al-Ilah powierzył mu misję utworzenia nowego rządu. Krok ten uzgodniony był z poprzednim premierem, najbardziej wpływowym irackim politykiem Nurim as-Sa’idem. Ustąpił on ze stanowiska premiera, zamierzał jednak nieformalnie kierować działalnością nowego gabinetu, a w szczególności zadbać, by wynik planowanych na 1952 wyborów do irackiego parlamentu był korzystny dla jego ugrupowania. Przeciwko rządowi zorganizowała się opozycja, w której największe znaczenie miała Iracka Partia Komunistyczna i kierowana przez nią organizacja Bojownicy o Pokój oraz sojusz lewicowo-demokratycznych partii skupionych w Komitecie Łączności. Doszło do ulicznych protestów antyrządowych. W październiku 1952 regent stracił do al-Umariego zaufanie i zaczął poszukiwać nowego kandydata na premiera. Mustafa al-Umari podał się w tej sytuacji do dymisji. Ponieważ protesty przeciwko polityce rządu i dworu nie wygasły, regent wyznaczył na nowego szefa rządu wojskowego, gen. Nur ad-Dina Mahmuda.
Po rewolucji irackiej majątek al-Umariego został skonfiskowany, a on sam umieszczony w areszcie domowym; ostatecznie jednak otrzymał zgodę na wyjazd na emigrację do Londynu.